# 坦格里
坦格里（法語：Tingry，法語發音：[tɛ̃ɡʁi]）是法国上法兰西大区加来海峡省的一个市镇，位于该省西部，属于滨海布洛涅区。

## 地理
坦格里（50°37'6"N, 1°43'48"E）面积11.36 平方千米，位于法国上法蘭西大區加来海峡省，该省份为法国北部沿海省份，西北濒北海，南至索姆省，东临北部省。
与坦格里接壤的市镇（或旧市镇、城区）包括：萨梅、弗朗克、阿兰冈、于贝尔桑、拉克尔、韦尔兰克坦。

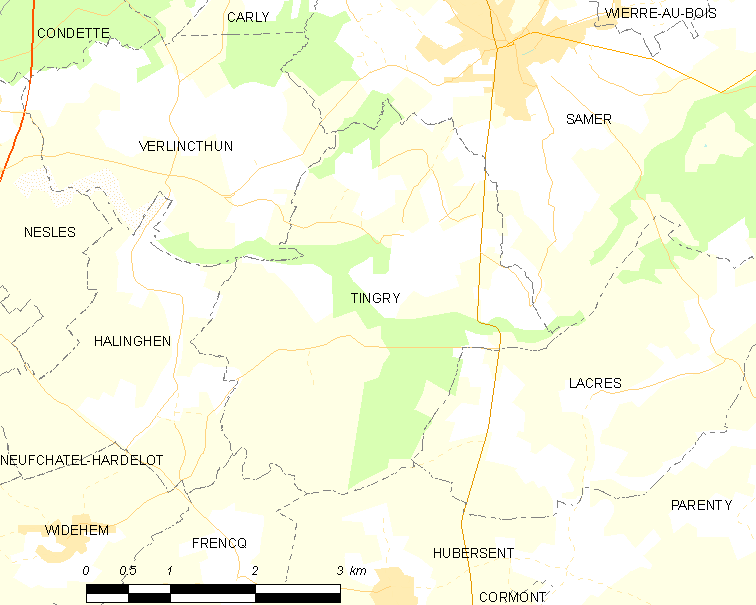
坦格里的OSM定位图

坦格里的时区为UTC+01:00、UTC+02:00（夏令时）。

## 行政
坦格里的邮政编码为62830，INSEE市镇编码为62821。

## 政治
坦格里所属的省级选区为代夫勒县。

## 人口

1962-2008年间坦格里人口变化图示

坦格里于2022年1月1日时的人口数量为293人。